# Rebeca (cantante)
Rebeca Pous del Toro (Barcelona, 1 de noviembre de 1974), más conocida simplemente como Rebeca, es una cantante de pop-eurodance, compositora y celebrity española.

## Biografía
Es hija de la cantante Franciska del Toro (1939) y el pintor José María Pous (?-2016). Es sobrina de Eliseo Del Toro, cantante de boleros, padre del actor Benicio del Toro y por tanto su primo.
Además de cantante ha trabajado en cine, televisión, publicidad y en musicales; durante su carrera musical ha editado más de 50 sencillos, ha hecho numerosas colaboraciones, y ha puesto a la venta seis álbumes y dos EP digitales. De esos seis álbumes dos han sido recopilatorios, uno para el mercado americano y otro posterior solo en España.
También interpretó los temas principales de la banda sonora original del musical Grease en español.

### Carrera musical
Su carrera musical empieza en 1995 con los sencillos Más que un engaño y Corazón corazón, bajo el sello español Max music. Ambos sencillos irrumpen con fuerza en las radiofórmulas, así como en listas de ventas de sencillos convirtiéndose , ambos, en disco de oro.
Durante el verano de 1996 se edita su primer álbum homónimo, bajo el eslogan de Rebeca el disco de tu mejor amiga. El disco se lanza a través de una fuerte campaña televisiva en Telecinco, con diferentes anuncios en los que se promociona el disco con sus tres sencillos de presentación.
Primero, Duro de pelar, tema que le valió para posicionarse en las listas de éxitos de las emisoras de radio en España e Hispanoamérica, además de Cállate ya y Sólo amante.
Durante esta primera etapa, Rebeca tendría una fuerte presencia en la radiofórmula española, en emisoras de radio como Los 40 Principales, siendo una habitual de sus fiestas y conciertos como las de los programas World Dance Music, Fan Club. También era frecuente su aparición en prensa juvenil tales como Bravo, Superpop o Vale. En agradecimiento Rebeca regaló una copia de su primer disco de platino a la emisora Los 40 Principales España y otra a la revista Bravo España.
Tras este éxito, Rebeca decidió ir a promocionar su disco a Hispanoamérica. Tras su vuelta, su disco superaba las 200.000 copias, siendo catalogado como doble disco de platino en España.
A finales de 1997, se edita el segundo álbum llamado Rebelde, un disco con diez pistas con un sonido más pop, con temas bailables y alguna balada. El sencillo de presentación escogido es Todos los chicos son igual, un tema pop. Este sencillo fue apoyado mediante remezclas y un vídeo musical, además de incluirse en diferentes recopilatorios. Dime si me quieres fue su segundo sencillo, el cual también contó con varias remezclas. Rebelde consiguió el doble disco de platino en España al superar las 200.000 copias vendidas.
Además, inmersa en la promoción de su disco, Rebeca interpretó los temas principales del Musical de Grease: Noches de Verano, junto a Edu del Prado, y Vas a ser mi amor, junto a Ángel Ríos. Con este disco de éxitos , consiguen vender más de 50.000 copias por lo que se convierte en disco de oro en España.
Tras el cierre de su discográfica, Rebeca ficha por Líderes, un sello nuevo que sobre todo la promocionaría por los Estados Unidos e Hispanoamérica, primero editando un disco recopilatorio con algunos de sus sencillos y las canciones de Grease en español.
Además, en esta temporada, colaboró junto al cantante Innis, cantando a dúo en su segundo disco Es por ti, con el tema Eres tú.
Durante el verano de 1999, editó un álbum con ritmos latinos y dance incluyendo un par de baladas. Así, graba su tercer disco, Brava, donde la discográfica optó por cambiar la imagen de Rebeca mediante el uso de pelucas de colores. Como sencillos se editaron: Mi forma de vivir, Brava, Lo que pasó, pasó y Yo soy buena. Entre Europa y América Latina , Brava consigue vender más de 100.000 copias a nivel global.
De vuelta en España, Rebeca ficha por Vale Music. El álbum Supernatural se edita a finales de año pese a llevar meses terminado, por la prioridad que la discográfica dio a sus nuevos fichajes procedentes del programa televisivo Operación Triunfo. Los sencillos fueron Eso no es amor y Calor, este último se lanza en versión remix y se incluye en el recopilatorio más vendido del verano de 2003. A pesar de no tener una gran promoción, Supernatural consigue ser disco de oro en España.
Tras Supernatural, se anunció que Rebeca pasaría a formar parte de un subsello de Vale Music (Oclock Music), sin embargo Vale Music reedita Duro de pelar y consigo lanza Lo Mejor de Rebeca , su primer recopilatorio para España. Este consiguió vender más de 50.000 copias, por lo que se convirtió en disco de oro.
Más tarde, en 2006, Rebeca decide intentar representar a España en Eurovisión, presentando dos de sus nuevos temas: Lo prefiero y Que no daría yo. El tema Que no daría yo se convierte en uno de los favoritos por los Eurofans, sin embargo, TVE decide hacer una elección interna enviando al grupo Las Ketchup.
En los siguientes años, Rebeca continúa intentando ser la representante española en Eurovisión, lo cual no consigue. Además saca varios sencillos que no consiguen alcanzar éxito y un miniálbum llamado Matador.
En el verano de 2011 edita Going you loca con Isaak Luke. Después, junto con Sex in the House, Rebeca edita nuevas remezclas de Duro de Pelar, así como nuevas versiones de canciones en clave dance y house, así como giras de presentación y actuaciones. A partir de entonces, Rebeca comienza una serie de colaboraciones con otros Dj's y productores.
En 2013, Rebeca se convierte en la imagen publicitaria de Aurgi modificando su tema Duro de pelar para una gran campaña televisiva, reeditándolo nuevamente junto con nuevo vídeo musical y continúa como imagen durante 2014 con publicidad y anuncios televisivos.
Desde el mismo año también se convierte en la protagonista de los musicales World of Abba y Broadway on Ice, en gira por los teatros de España.
Tras cinco años de su anterior miniálbum (Matador) y un año después del lanzamiento del sencillo Supersónica, Rebeca autoedita su segundo EP digital llamado Aquí y ahora, el cual incluye cinco temas.
En junio de 2017 actúa en el World Pride 2017.
Tras varios años sin sacar trabajo discográfico sus fanes pedían un nuevo disco en formato físico. Fue el 7 de septiembre cuando Rebeca lanza a la venta "Fiesta sobre mi corona". Tras agotar la primera edición (500 copias) relanza el disco en formato de lujo en la que el CD va insertado en una funda de vinilo de 7” incluyendo el libreto en formato póster. A esta edición especial se le llamó "Fiesta sobre mi corona (Diva Deluxe Edition)".

### Carrera televisiva
Ha participado en dos ocasiones en el reality Supervivientes, primero en 2005 en Antena 3, en Aventura en África y, después, en 2014 en Telecinco, en Honduras.
En los últimos años, gracias a su última participación en Supervivientes, ha sido invitada a Sálvame, o Deluxe y, entre 2014 y 2019, colabora en el programa de Divinity Cazamariposas.
Además de su faceta como colaboradora, ha participado como actriz en dos películas: Parella de tres (1995) y Objetivo Macarena (1996); y ha participado en un episodio de la serie Al salir de clase.
El 4 de mayo se anuncia su participación como concursante en el nuevo programa Me lo dices o me lo cantas de Telecinco.
El 4 de noviembre de 2020, durante la publicidad de la película Súperlópez se anunció su participación como última concursante en La Casa Fuerte 2. El día 31 de concurso su primera pareja del reality, Cristini Couto, es expulsada por la audiencia; y para rellenar la ausencia de Cristini entró al reality su segunda pareja, Efrén Reyero. Tras 38 días de concurso se convierte en la 5.ª expulsada, junto a Efrén Reyero.
| Año  | Título            | Título                               | Resultado             | Posición | Días    |
| ---- | ----------------- | ------------------------------------ | --------------------- | -------- | ------- |
| 2005 | Bandera de España | Aventura en África                   | 10.ª / 16.ª expulsada | 4.°      | 56 días |
| 2014 | Bandera de España | Supervivientes: Perdidos en Honduras | 9.ª expulsada         | 8.°      | 28 días |
| 2020 | Bandera de España | La Casa Fuerte 2                     | 5.ª expulsada         | 7.º      | 38 días |

## Trayectoria televisiva
| Año         | Programa                   | Canal      | Notas                              |
| ----------- | -------------------------- | ---------- | ---------------------------------- |
| 2005        | Aventura en África         | Antena 3   | Concursante (10.ª /16.ª expulsada) |
| 2007        | Misión Eurovisión          | TVE        | Concursante y Coautora             |
| 2014        | Supervivientes             | Telecinco  | Concursante (9.ª expulsada)        |
| 2015 - 2019 | Cazamariposas              | Divinity   | Colaboradora                       |
| 2015        | Tu cara me suena           | Antena 3   | Invitada                           |
| 2017        | Cámbiame VIP               | Telecinco  | Concursante                        |
| 2017        | Me lo dices o me lo cantas | Telecinco  | Concursante                        |
| 2020        | La casa fuerte             | Telecinco  | Concursante (5ª expulsada)         |
| 2022        | El Circ                    | 8TV        | Colaboradora                       |
| 2022        | Catalunya Expreshhh        | 8TV        | Protagonista                       |
| 2022        | Ya es verano               | Telecinco  | Colaboradora                       |
| 2023        | El Circ                    | 8TV        | Colaboradora                       |
| 2024        | Tupper Club                | TV Canaria | Concursante                        |

## Discografía

### Discos
| Álbum                  | Detalles                                                                               | Certificación | Ventas                       |
| ---------------------- | -------------------------------------------------------------------------------------- | ------------- | ---------------------------- |
| Rebeca                 | - Lanzamiento: 1996 - Discográfica: MAX Music - Formato: CD, Casete                    | :             | : 200 000 Mundial: 1 000 000 |
| Rebelde                | - Lanzamiento: 1997 - Discográfica: MAX Music - Formato: CD, Casete                    | :             | : 200 000                    |
| BSO Grease en español  | - Lanzamiento: 1998 - Discográfica: Pigmalion Records - Formato: CD                    | :             | : 50 000                     |
| Grandes Éxitos         | - Lanzamiento: 1999 - Discográfica: Líderes Entertainment Group - Formato: CD , Casete | _             | _                            |
| Brava                  | - Lanzamiento: 1999 - Discográfica: Líderes Entertainment Group - Formato: CD, Casete  | _             | Mundial: 100 000             |
| Supernatural           | - Lanzamiento: 2002 - Discográfica: Vale Music - Formato: CD                           | :             | : 50 000                     |
| Lo Mejor de Rebeca     | - Lanzamiento: 2005 - Discográfica: Vale Music - Formato: CD                           | :             | : 50 000                     |
| EP: Matador            | - Lanzamiento: 2010 - Discográfica: Krik Music                                         | _             | _                            |
| EP: Aquí y Ahora       | - Lanzamiento: 2015 - Discográfica: Rebeca Music                                       | _             | _                            |
| Fiesta sobre mi corona | - Lanzamiento: 2017 - Discográfica: Rebeca Music - Formato: CD, Digital                | _             | : 500 (1.ª edición agotada)  |